# Ідентифікація реклами
Ідентифікація реклами — розпізнавання певного повідомлення як рекламного.
Реклама має бути чітко відокремлена (за допомогою слів «Реклама», «На правах реклами», логотипів, титрів, аудіо- чи відео-засобів) від іншої інформації таким чином, щоб її можна було ідентифікувати як рекламу. Прихована реклама забороняється. Вивіска чи табличка з інформацією про зареєстроване найменування особи, знаки для товарів і послуг, що належить цій особі, вид її діяльності (якщо це не випливає із зареєстрованого найменування особи), час роботи, розміщена на внутрішній поверхні власного чи наданого у користуванні особі приміщення, на зовнішній поверхні будинку чи споруди не вище першого поверху або на поверсі, де знаходиться власне чи надане у користування особі приміщення, біля входу в таке приміщення, не вважається рекламою.